# Martyna Trajdos
Martyna Trajdos (ur. 5 kwietnia 1989 r. w Bełchatowie) – niemiecka judoczka polskiego pochodzenia, brązowa medalistka mistrzostw świata, mistrzyni Europy, złota i srebrna medalistka igrzysk europejskich.

## Igrzyska olimpijskie
W 2016 roku wzięła udział na igrzyskach olimpijskich w Rio de Janeiro w kategorii 63 kg. Przegrała swoją pierwszą walkę w drugiej rundzie z Brazylijką Marianą Silvą. Startowała w Pucharze Świata w latach 2009–2012.
| Runda    | Przeciwniczka | Wynik     | Osiągnięcie |
| -------- | ------------- | --------- | ----------- |
| 1. runda | Wolny los     | Wolny los | 2. runda    |
| 2. runda | Mariana Silva | P 000–001 | 2. runda    |